# Nacna javensis
Nacna javensis là một loài bướm đêm trong họ Noctuidae.